# Carroll County, Ohio
Carroll County är ett administrativt område i delstaten Ohio, USA. År 2010 hade countyt 28 836 invånare. Den administrativa huvudorten (county seat) är Carrollton.

## Geografi
Enligt United States Census Bureau så har countyt en total area på 1033 km². 1 022 km² av den arean är land och 11 km² är vatten.  

### Angränsande countyn

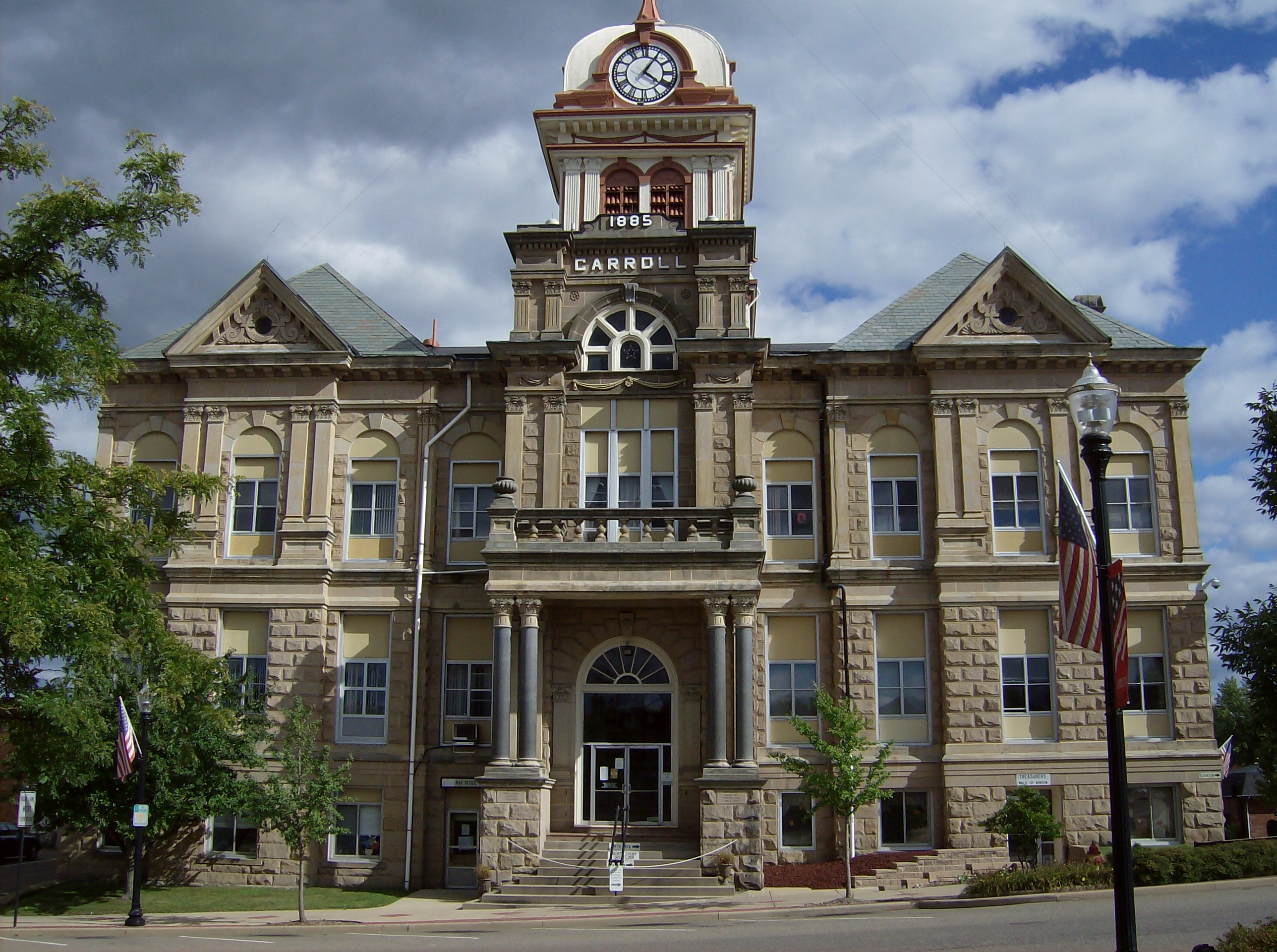
Carroll County Courthouse i Carrollton.

- Columbiana County - nordost
- Jefferson County - sydost
- Harrison County - syd
- Tuscarawas County - sydväst
- Stark County - nordväst